# 阿姆斯特丹拜尔默梅尔竞技场站
阿姆斯特丹拜尔默梅尔竞技场站（荷蘭語：Station Amsterdam Bijlmer ArenA）位於荷兰首都阿姆斯特丹，为阿姆斯特丹－阿納姆鐵路上的一座鐵路車站，可轉乘阿姆斯特丹地鐵50號線、54號線。

## 歷史

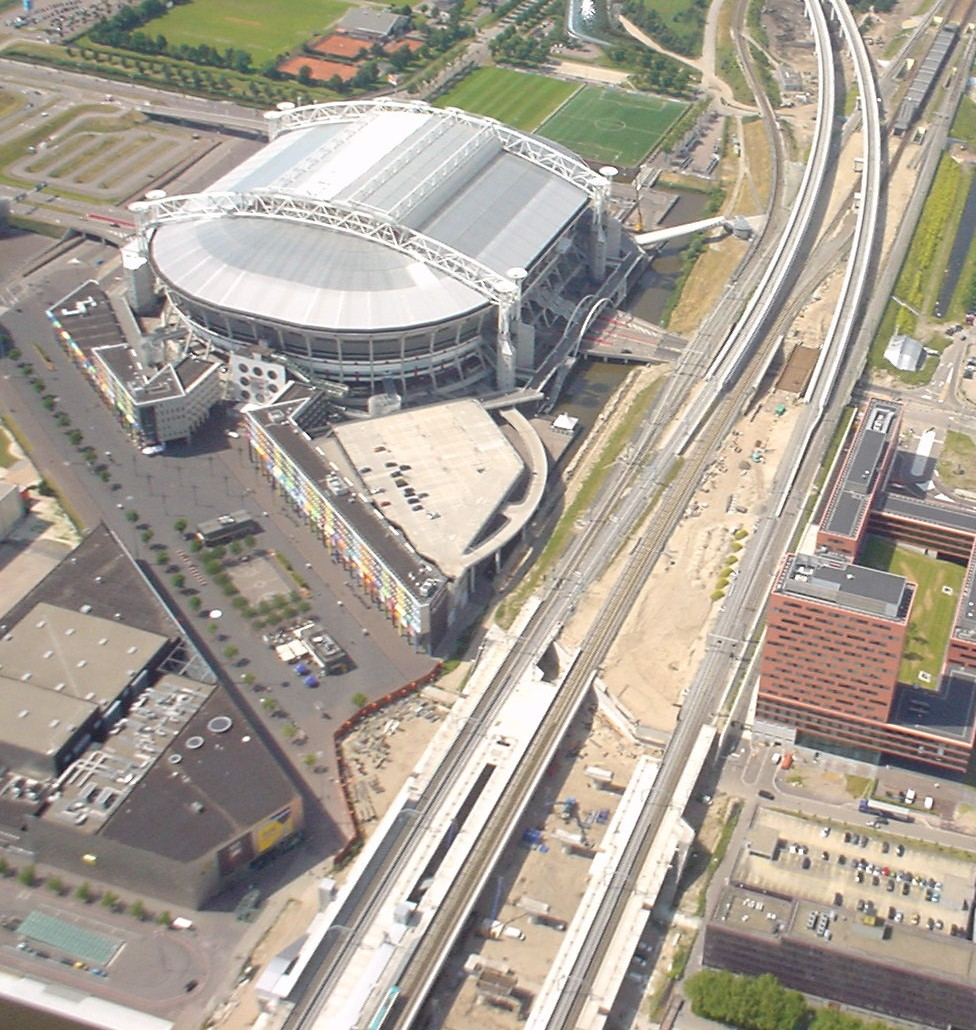
約翰·克魯伊夫競技場（左上）與改建中的車站（右下），2005年

車站最初於1971年5月24日啟用，至今該車站已進行了兩次重建，目前的車站於2007年11月17日啟用。
車站原名阿姆斯特丹拜尔默梅尔車站，以車站所在區域拜尔默梅尔命名。2006年12月10日車站更為現名。

## 鄰近設施
該車站是距離約翰·克魯伊夫競技場最近的車站，每當體育場舉行比賽時期，車站都十分擁擠。